# Distretto di Mañazo
Il distretto di Mañazo è uno dei quindici distretti della provincia di Puno, in Perù. Si trova nella regione di Puno e si estende su una superficie di 410,67 chilometri quadrati.

Istituito il 30 gennaio 1953, ha per capitale la città di Mañazo; nel censimento 2005 si contava una popolazione di 5.537 unità.